# Camponotus cilicicus
Camponotus cilicicus är en myrart som beskrevs av Carlo Emery 1908. Camponotus cilicicus ingår i släktet hästmyror, och familjen myror. Inga underarter finns listade.